# Forças Armadas do Iêmen

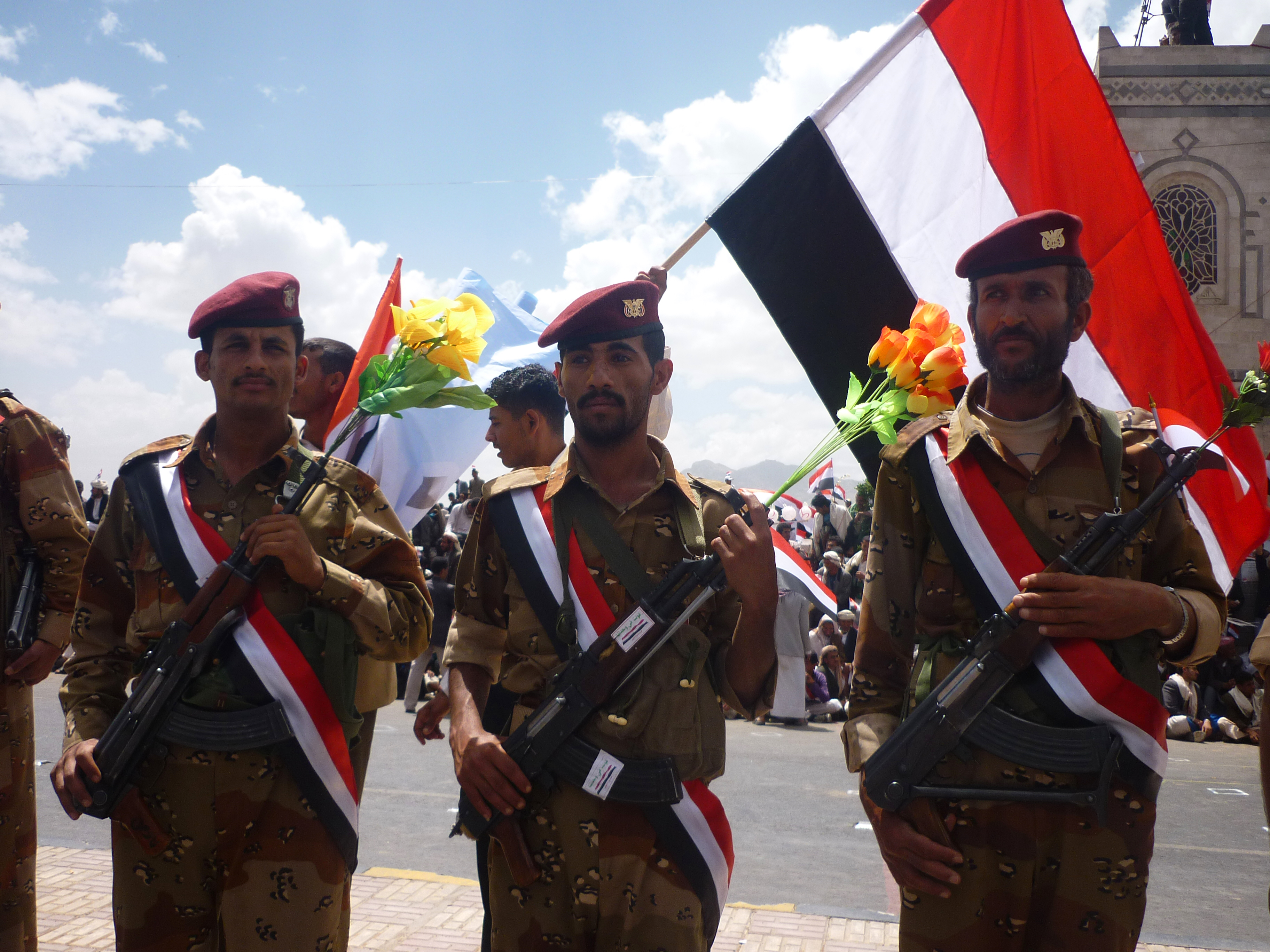
Militares iemenitas.

As Forças Armadas Iemenitas (em árabe: القوات المسلحة اليمنية) são a principal força de combate e defesa do Iêmen (ou Iémen). Seus três braços são: o exército (incluindo a Guarda Republicana), a marinha (incluindo os fuzileiros) e a força aérea (que inclui os sistemas de defesa antiaérea). Devido ao caos que o país passa desde 2011, o papel dos militares na vida pública do país é incerto. Com mais de 66 mil homens em suas fileiras, o exército depende muito da conscrição para conseguir recrutas. O atual formato das forças armadas aconteceu após a unificação do país, a 22 de maio de 1990, em que a República Árabe do Iêmen e o Iêmen do Sul viraram uma só nação.
Em muitos períodos na história do país, desde sua independência na década de 1940, vários generais subiram ao poder. O atual presidente e comandante em chefe é o marechal Abd Rabbuh Mansur Al-Hadi, que assumiu o cargo em 2012.
Por anos, o país teve uma das maiores forças armadas da região. O caos recente em que a nação se mergulhou reduziu muito o seu efetivo (principalmente por causa das deserções), mas a maioria dos militares permaneceu leal a liderança em Saná. Atualmente o exército tem 66 700 homens, a marinha 7 000 e a força aérea tem 5 000. O serviço militar compulsório foi retomado em 2007.
O Iêmen usou crianças soldado entre 2001 e 2004. Eles continuam sendo usado, pelos militares e, principalmente, pelas milícias tribais até os dias atuais.
Desde a guerra civil do iemenita, as forças armadas estão divididas entre os leais ao ex-presidente Ali Abdullah Saleh e as forças governamentais pró-Iemenitas do presidente Abd Rabbuh Mansur Al-Hadi.